# Georges Maton
Georges Arnould Maton (ur. 26 października 1913 w Lille, zm. 6 lipca 1998 w Le Perreux-sur-Marne) – francuski kolarz torowy i szosowy, brązowy medalista olimpijski.

## Kariera
Największy sukces w karierze Georges Maton osiągnął w 1936 roku, kiedy wspólnie z Pierre’em Georgetem zdobył brązowy medal w wyścigu tandemów podczas igrzysk olimpijskich w Berlinie. W walce o brązowy medal Francuzi pokonali reprezentantów Włoch: Carlo Leguttiego i Bruno Loattiego. Był to jedyny medal wywalczony przez Matona na międzynarodowej imprezie tej rangi. Był to również jego jedyny start olimpijski. Startował również w wyścigach szosowych, ale bez większych sukcesów. Nigdy nie zdobył medalu na szosowych ani torowych mistrzostwach świata.